# Iraí de Minas
Iraí de Minas este un oraș în Minas Gerais (MG), Brazilia.